# NGC 5926
NGC 5926 (другие обозначения — MCG 2-39-26, MK 853, ZWG 77.109, 8ZW 468, IRAS15210+1253, PGC 54950) — галактика в созвездии Змея.
Этот объект входит в число перечисленных в оригинальной редакции «Нового общего каталога».